# Słupno (Powiat Płocki)
Słupno ist ein Dorf und Sitz der gleichnamigen Gemeinde im Powiat Płocki der Woiwodschaft Masowien, Polen.

## Gemeinde
Zur Landgemeinde Słupno gehören folgende Ortschaften mit einem Schulzenamt:
Barcikowo
Bielino
Borowiczki-Pieńki
Cekanowo
Gulczewo
Liszyno
Mijakowo
Mirosław
Miszewko-Stefany
Miszewko Strzałkowskie
Nowe Gulczewo
Piotrowo
Ramutowo
Rydzyno
Sambórz
Słupno
Stare Gulczewo
Szeligi
Święcieniec
Wykowo
Ein weiterer Ort der Gemeinde ist Pieńki Ośnickie.